# Bairro de Contumil
O Bairro de Contumil é um bairro situado na cidade do Porto. Localiza-se na freguesia de Campanhã, na zona nordeste da cidade.
O bairro faz parte integrante do Segundo Plano de Melhoramentos da cidade do Porto, tendo sido projectado em 1966 e concluído em 1975, mesma data em que foi concluído o Bairro do Aleixo. Todos os blocos de habitação são compostos por 4 pisos.
Num estudo sobre a imagem pública que os próprios habitantes teriam do seu bairro em relação a outros bairros sociais de Campanhã, o bairro de Contumil é visto entre o bom e razoável. Em 2006 o espaço público foi redesenhado e requalificado.